# Can Cuixart
Can Cuixart és una obra del municipi de Cornellà de Llobregat (Baix Llobregat) inclosa en l'Inventari del Patrimoni Arquitectònic de Catalunya.

## Descripció
Es tracta d'un edifici d'habitatge plurifamiliar, amb planta baixa, dos pisos i teulada amb vessant perpendicular a la façana. Els materials emprats són el maó vist i arrebossat, les llosetes de pedra i la ceràmica esmaltada formant mosaic al timpà de la porta central. Les formes de l'edifici combinen historicisme de signe divers, sobretot motius arabitzants en les finestres i columnes helicoidals de maó de procedència més abarrocada. La cornisa superior és de "dent d'engranatge" imitant èpoques clàssiques o romàniques. Aquests historicismes són típics del modernisme i el noucentisme catalans i, units a la combinació de materials diversos emprats en la façana, donen gran colorisme a aquesta. Aquesta darrera característica és més pròpia del modernisme.

## Història
No hi ha notícies històriques directes d'aquest edifici, però es pot dir que és un dels primers edificis construïts a la Rambla oberta des de finals del segle XIX: